# Igor Kolyvanov
Igor Vladimirovitch Kolyvanov (en russe : Игорь Владимирович Колыванов), né le 6 mars 1968 à Moscou, est un footballeur russe ayant évolue au poste d'attaquant avant de se reconvertir comme entraîneur.

## Biographie

### Carrière d'entraîneur
Kolyvanov quitte l'Ararat Erevan à l'issue de son contrat à la fin du mois de mai 2020.

## Statistiques
| Saison                | Club                  | Championnat           | Championnat | Championnat | Coupe(s) nationale(s) | Coupe(s) nationale(s) | Compétition(s) continentale(s) | Compétition(s) continentale(s) | Compétition(s) continentale(s) | Total | Total |
| Saison                | Club                  | Division              | M.          | B.          | M.                    | B.                    | Comp.                          | M.                             | B.                             | M.    | B.    |
| 1986                  | Dynamo Moscou         | D1                    | 17          | 4           | 1                     | 0                     | -                              | -                              | -                              | 18    | 4     |
| 1987                  | Dynamo Moscou         | D1                    | 26          | 2           | 5                     | 1                     | C3                             | 2                              | 0                              | 33    | 3     |
| 1988                  | Dynamo Moscou         | D1                    | 26          | 2           | 5                     | 0                     | -                              | -                              | -                              | 31    | 2     |
| 1989                  | Dynamo Moscou         | D1                    | 25          | 11          | 4                     | 3                     | -                              | -                              | -                              | 29    | 14    |
| 1990                  | Dynamo Moscou         | D1                    | 19          | 5           | 4                     | 1                     | -                              | -                              | -                              | 23    | 6     |
| 1991                  | Dynamo Moscou         | D1                    | 27          | 18          | -                     | -                     | C3                             | 4                              | 2                              | 31    | 20    |
| Sous-total            | Sous-total            | Sous-total            | 140         | 42          | 19                    | 5                     | -                              | 6                              | 2                              | 165   | 49    |
| 1991-1992             | Foggia Calcio         | D1                    | 15          | 3           | -                     | -                     | -                              | -                              | -                              | 15    | 3     |
| 1992-1993             | Foggia Calcio         | D1                    | 26          | 5           | 3                     | 2                     | -                              | -                              | -                              | 29    | 7     |
| 1993-1994             | Foggia Calcio         | D1                    | 25          | 6           | 2                     | 0                     | -                              | -                              | -                              | 27    | 6     |
| 1994-1995             | Foggia Calcio         | D1                    | 11          | 4           | 2                     | 1                     | -                              | -                              | -                              | 13    | 5     |
| 1995-1996             | Foggia Calcio         | D2                    | 29          | 4           | 1                     | 0                     | -                              | -                              | -                              | 30    | 4     |
| Sous-total            | Sous-total            | Sous-total            | 106         | 22          | 8                     | 3                     | -                              | -                              | -                              | 114   | 25    |
| 1996-1997             | Bologne FC            | D1                    | 27          | 11          | 4                     | 1                     | -                              | -                              | -                              | 31    | 12    |
| 1997-1998             | Bologne FC            | D1                    | 31          | 9           | 3                     | 2                     | -                              | -                              | -                              | 34    | 11    |
| 1998-1999             | Bologne FC            | D1                    | 20          | 6           | 5                     | 1                     | CI+C3                          | 4+6                            | 2+1                            | 35    | 10    |
| 1999-2000             | Bologne FC            | D1                    | 8           | 0           | -                     | -                     | -                              | -                              | -                              | 8     | 0     |
| 2000-2001             | Bologne FC            | D1                    | 1           | 0           | -                     | -                     | -                              | -                              | -                              | 1     | 0     |
| Sous-total            | Sous-total            | Sous-total            | 87          | 26          | 12                    | 4                     | -                              | 10                             | 3                              | 109   | 33    |
| Total sur la carrière | Total sur la carrière | Total sur la carrière | 333         | 90          | 39                    | 12                    | -                              | 16                             | 5                              | 388   | 107   |

## Palmarès

### Club
URSS espoirs
- Vainqueur du championnat d'Europe espoirs en 1990.

 Dynamo Moscou
- Vice-champion d'Union soviétique en 1986.

 Bologne FC
- Vainqueur de la Coupe Intertoto en 1998.

### Individuel
- Footballeur soviétique de l'année 1991[2]
- Meilleur buteur du championnat d'Union soviétique en 1991 avec dix-huit buts en vingt-sept matchs[2].
- Co-recordman du plus de but inscrits en un match en championnat d'Union soviétique avec quatre buts marqués contre le FK Dnipro le 5 octobre 1991[2].
- Meilleur buteur du championnat d'Europe espoirs en 1990 avec neuf buts en onze matchs[2].

### Entraîneur
Russie -17 ans
- Vainqueur du championnat d'Europe des moins de 17 ans en 2006.